# Lechemti
Lechemti (Nekemte o anche Naqamtee o Lekemti o Leeqaa) è una città-mercato 
situata nell'Etiopia occidentale nella Zona dello Uolleggà Orientale della Regione (o kilil) dell'Oromia.
Originariamente era la capitale della Provincia dello Uolleggà, ospita un museo dedicato alla cultura Oromo ed è un vicariato apostolico della Chiesa cattolica. Lechemti è dotata di università ed è servita da un piccolo aeroporto (ICAO code HANK, IATA NEK).
Lechemti risiede al centro della rete stradale che porta all'Etiopia del sud-ovest. La prima strada principale risale agli inizi degli anni '30, e da Addis Abeba porta fino a Lechemti tramite Addis Alem anche se era percorribile solo dai camion per i 255 km tra Addis Alem e Lechemti. Una strada lunga 255 km, facente parte del Terzo Progetto per le Strade Maestre del 1963, collega Nakemte con Gimbi. Il Servizio Postale, per la città di Lechemti, esiste fin dal 1923. Nakemte ospita dal 1960 una succursale della Ethiopian Electric Light and Power Authority, la quale fornisce energia elettrica agli abitanti della città. Le linee telefoniche raggiunsero Nekemte solo nel 1957.
Nel 1935, Lechemti, divenne la città più importante nella Provincia dello Uolleggà. I residenti stranieri nella città di Lechemti, prima dell'occupazione Italiana erano circa una settantina, i più dei quali mercanti e missionari. Ventitré erano quelli che possedevano agenzie di importazione-esportazione, la maggior parte indiani, oltre a 2 greci, un libanese e un armeno. Dopo aver notato la posizione centrale, della città, sulla principale rotta commerciale tra Addis Abeba e l'Anglo-Sudan, l'esploratore britannico Dunlop, che soggiornò qui, per quattro giorni nel 1935, racconta: "come gli ospedali, gli empori, i magazzini e le nuove scuole possono testimoniare, la città si è sviluppata enormemente essendo ubicata su questa via di commercio tra Addis Abeba e l'Anglo-Sudan".
Il 5 luglio 1936, l'esercito italiano, durante il periodo di occupazione, bombardò pesantemente il complesso scolastico di nuova inaugurazione, costruito da alcuni missionari svedesi. Il deggiasmacc (titolo nobiliare Etiope) Habte Mariam, governatore della Provincia dello Uolleggà accettò gli italiani e ricevette il colonnello A. Marone, il quale arrivò tramite aeroplano, il 14 ottobre; le truppe del colonnello Malta arrivarono a Lechemti il 24 ottobre dopo aver percorso la distanza Addis Alem-Lechemti in marcia, in un tempo totale di 12 giorni.
Dopo l'arrivo delle truppe del colonnello Malta a Lechemti, si destituì anche il ras Immirù Hailé Selassié, allora principe reggente, che stava tramando una specie di resistenza, con quartier-generale a Gore.
Dopo essere ritornato con successo in Etiopia, il 20 maggio 1941, l'imperatore Hailé Selassié, visitò la Provincia dello Uolleggà, dove le ostilità erano ancora in atto, rischiando la vita sotto i colpi di artiglieria dell'Esercito Italiano.
Nel 2005, Lechemti, contava 84 506 abitanti, nel 1994, invece, 47 258.